# لمسان
لمسان (به عربی: لمسان) یک شهرداری در الجزایر است که در استان باتنه واقع شده‌است.